# Konvict Muzik
Konvict Muzik est un label discographique américain, basé à Atlanta, en Géorgie. Il est fondé en 2005 par le chanteur et producteur Akon et Melvin Brown. Le label compte de nombreux artistes connus et populaires comme Lady Gaga, Kardinal Offishall, Brick and Lace, Kat DeLuna et Colby O'Donis. En 2011, Akon signe les artistes nigérians : P-Square, Tuface, et Wizkid comme représentants de son label Konvict Muzik en Afrique.

## Histoire
Konvict Muzik est fondé en 2005 par le chanteur et producteur Akon et Melvin Brown. Durant les premières années après le lancement de son label, Akon signe des artistes comme Lady Gaga ; concernant la chanteuse, Akon explique à l'Associated Press en 2010 : « Elle est définitivement tombée du ciel. Elle est arrivée au bon moment. Je suis vraiment content d'avoir cru en elle. Ca prouve que si on croit en quelque chose — ça paie. » À la fin de 2006, le membre fondateur de TLC, Rozanda « Chilli » Thomas signe au label Konvict Muzik. Il signe également T-Pain.
En 2011, Akon signe le rappeur Mali Music. Il signe également les artistes nigérians P-Square, Tuface, et Wizkid comme représentants de son label Konvict Muzik en Afrique. Il annonce les signatures au club Jay-Jay Okocha‘s Lagos en décembre. En 2012, Akon annonce ne pas avoir signé Drake à son label,. La même année, Ray Lavender annonce son départ et de rester en bons termes avec le label.

## Artistes

### Artistes actuels
- Akon
- American Yard
- Billy Blue[10]
- Dr.Lipsync[10]
- Kardinal Offishall
- Money Jay[10]
- P-Square[11]
- Sway
- Tami Chynn
- Tuface
- Verse Simmonds[10]
- Wizkid[11],[1]
- Young Swift[10]

### Anciens artistes
- Tami Chynn
- Dolla (décédé en 2009 ; tué à Los Angeles)
- French Montana
- Ya Boy[10]
- Ray Lavender[9]
- Red Café
- Jeffree Star

## Discographie
| Artiste | Album             | Détails                                                                                           | Singles                                                                              |
| ------- | ----------------- | ------------------------------------------------------------------------------------------------- | ------------------------------------------------------------------------------------ |
| T-Pain  | Rappa Ternt Sanga | - Sortie : 5 décembre 2005 - Meilleure position : 33e (US) - Certification : disque d'or          | - I'm Sprung - I'm N Luv (Wit A Stripper)                                            |
| Akon    | Konvicted         | - Sortie : 14 novembre 2006 - Meilleure position : 2e (US) - Certification : 3x disque de platine | - Smack That - I Wanna Love You - Don't Matter - Mama Africa - Sorry, Blame It on Me |
| T-Pain  | Epiphany          | - Sortie : 5 juin 2007 - Meilleure position : 1er (US) - Certification : disque de platine        | - Buy U a Drank (Shawty Snappin') - Bartender - Church                               |
| Sway    | The Signature LP  | - Sortie: 6 octobre 2008 - Meilleure position : 51e (R-U.) - Certification : —                    | - F Ur X featuring $tush - Saturday Night Hustle - Silver and Gold                   |
| T-Pain  | Thr33 Ringz       | - Sortie: 11 novembre 2008 - Meilleure position : 4e (US) - Certification : disque d'or           | - Can't Believe It - Chopped N Skrewed - Freeze                                      |
| Akon    | Freedom           | - Sortie : 2 décembre 2008 - Meilleure position : 7e (US) - Certification : —                     | - Right Now (Na Na Na) - I'm So Paid - Beautiful                                     |
| T-Pain  | RevolveЯ          | - Sortie : 6 décembre 2011 - Meilleure position : 28e (US) - Certification : —                    | - Best Love Song - 5 O'Clock - Turn All the Lights On                                |
| Sway    | The Deliverance   | - Sortie : Non annoncée - Meilleure position : — - Certification : —                              | - Still Speedin' - Level Up                                                          |